# Gäddvik
För andra betydelser, se Gäddvik (olika betydelser).
Gäddvik (finska: Haukilahti) är en stadsdel i Esbo stad och hör administrativt till Stor-Hagalund storområde.
Gäddvik är västlig granne till Westend som i sin tur gränsar till huvudstaden Helsingfors. Gäddvik avgränsas till söder av Finska viken och till väst av Mattby. Gäddvik har fått sitt namn från Gäddviken där Gräsaån mynnar ut.
Gäddvik är en lugn och fridfull stadsdel med många parker och mycket grönt. Vid kusten finns Mellstens strand med en av Esbos populäraste båthamnar. I Gäddvik finns också en finskspråkig grundskola, ett finskspråkigt gymnasium, ett bibliotek och några pubar.
Populärt kallas Gäddvik för Jeda och uttalas med kort e.